# Paracorixa
Paracorixa is een geslacht van wantsen uit de familie duikerwantsen (Corixidae). Het geslacht werd voor het eerst wetenschappelijk beschreven door Poisson in 1957.

## Soorten
Het genus bevat de volgende soorten:

- Paracorixa armata (Lundblad, 1934)
- Paracorixa caspica (Horváth, 1878)
- Paracorixa concinna (Fieber, 1848)
- Paracorixa kiritshenkoi (Lundblad, 1933)
- Paracorixa wui (Lundblad, 1933)